# A Head Full of Dreams
A Head Full of Dreams – siódmy album studyjny brytyjskiej grupy Coldplay, wydany 4 grudnia 2015.
Na płycie pojawiły się gościnnie takie osoby jak: Tove Lo, Gwyneth Paltrow, Noel Gallagher oraz Beyoncé. Można tu też usłyszeć byłego prezydenta Stanów Zjednoczonych Baracka Obamę, śpiewającego „Amazing Grace” (zapis fragmentu pieśni zaśpiewanej przez polityka podczas pogrzebu senatora Clementy Pinckneya, zamordowanego przez zamachowca w kościele baptystów w Charleston w 2015 roku.

## Lista utworów
1. „A Head Full of Dreams”
2. „Birds”
3. „Hymn for the Weekend”
4. „Everglow”
5. „Adventure of a Lifetime”
6. „Fun” (gośc. Tove Lo)
7. „Kaleidoscope”
8. „Army of One” (zawiera ukryte nagranie „X Marks the Spot”)
9. „Amazing Day”
10. „Colour Spectrum”
11. „Up&Up”
12. „Miracles” (bonus track na albumie w wersji japońskiej)

## Notowania na listach sprzedaży
| Kraj              | Lista                                 | Najwyższa pozycja |
| ----------------- | ------------------------------------- | ----------------- |
| Australia         | ARIA Charts                           | 2                 |
| Austria           | Ö3 Austria Top 40                     | 4                 |
| Dania             | Hitlisten                             | 4                 |
| Finlandia         | Suomen virallinen lista               | 3                 |
| Francja           | SNEP                                  | 4                 |
| Hiszpania         | PROMUSICAE                            | 2                 |
| Holandia          | MegaCharts                            | 2                 |
| Irlandia          | Irish Recorded Music Association      | 3                 |
| Japonia           | Oricon                                | 7                 |
| Kanada            | Billboard Canadian Albums             | 2                 |
| Niemcy            | Offizielle Top 100                    | 3                 |
| Norwegia          | VG-Lista                              | 1                 |
| Nowa Zelandia     | Official New Zealand Music Chart      | 4                 |
| Polska            | OLiS                                  | 3                 |
| Portugalia        | AFP                                   | 3                 |
| Stany Zjednoczone | Billboard 200                         | 2                 |
| Szwajcaria        | Hitparade                             | 2                 |
| Szwecja           | Sverigetopplistan                     | 3                 |
| Węgry             | Top 40 album- és válogatáslemez-lista | 3                 |
| Wielka Brytania   | Official Charts                       | 1                 |
| Włochy            | FIMI                                  | 2                 |

## Certyfikaty i sprzedaż
| Kraj                      | Certyfikat              | Sprzedaż   |
| ------------------------- | ----------------------- | ---------- |
| Australia (ARIA)          | platynowa płyta         | 70 000+    |
| Austria (IFPI Austria)    | złota płyta             | 7 500+     |
| Belgia (BEA)              | platynowa płyta         | 30 000+    |
| Dania (IFPI Danmark)      | 3x platynowa płyta      | 60 000+    |
| Francja (SNEP)            | 3x platynowa płyta      | 300 000+   |
| Hiszpania (Promusicae)    | platynowa płyta         | 40 000+    |
| Holandia (NVPI)           | platynowa płyta         | 40 000+    |
| Kanada (MC)               | 2x platynowa płyta      | 160 000+   |
| Meksyk (AMPROFON)         | platynowa + złota płyta | 90 000+    |
| Niemcy (BVMI)             | 3x złota płyta          | 300 000+   |
| Nowa Zelandia (RMNZ)      | platynowa płyta         | 15 000+    |
| Polska (ZPAV)             | 3x platynowa płyta      | 60 000+    |
| Portugalia (AFP)          | platynowa płyta         | 15 000+    |
| Singapur (RIAS)           | 2x platynowa płyta      | 20 000+    |
| Stany Zjednoczone (RIAA)  | platynowa płyta         | 1 000 000+ |
| Szwajcaria (IFPI Schweiz) | platynowa płyta         | 20 000+    |
| Szwecja (GLF)             | złota płyta             | 20 000+    |
| Węgry (MAHASZ)            | 2x platynowa płyta      | 4 000+     |
| Wielka Brytania (BPI)     | 4x platynowa płyta      | 1 200 000+ |
| Włochy (FIMI)             | 5x platynowa płyta      | 250 000+   |